# Lake Park, Minnesota
Lake Park är en ort i Becker County i Minnesota. Vid 2010 års folkräkning hade Lake Park 783 invånare.